# Андрейс Рубінс
Андрейс Рубінс (латис. Andrejs Rubins, 26 листопада 1978, Рига — 1 серпня 2022) — латвійський футболіст, що грав на позиції півзахисника.
Виступав, зокрема, за клуб «Крістал Пелес», а також національну збірну Латвії.
Чемпіон Азербайджану.

## Клубна кар'єра
У дорослому футболі дебютував 1996 року виступами за команду клубу «Ауда».
Згодом з 1997 по 2000 рік грав у складі команд клубів «Естерс» та «Сконто».
Своєю грою за останню команду привернув увагу представників тренерського штабу клубу «Крістал Пелес», до складу якого приєднався 2000 року. Відіграв за лондонський клуб наступні три сезони своєї ігрової кар'єри.
Протягом 2003—2011 років захищав кольори клубів «Спартак» (Москва), «Шинник», «Металургс» (Лієпая), «Інтер» (Баку) та «Карабах». Протягом цих років виборов титул чемпіона Азербайджану.
Завершив професійну ігрову кар'єру у клубі «Сімург», за команду якого виступав протягом 2011—2012 років.

## Виступи за збірну
У 1998 році дебютував в офіційних матчах у складі національної збірної Латвії. Протягом кар'єри у національній команді, яка тривала 14 років, провів у формі головної команди країни 117 матчів, забивши 9 голів.
У складі збірної був учасником чемпіонату Європи 2004 року у Португалії.

## Титули і досягнення
- Чемпіон Латвії (2):

«Сконто»: 1998, 1999
- Володар Кубка Латвії (2):

«Сконто»: 1998, 2000
- Чемпіон Азербайджану (1):

«Інтер» (Баку): 2009-2010